# Кульяте-Фабьяско
Кульяте-Фабьяско (итал. Cugliate-Fabiasco) — коммуна в Италии, располагается в провинции Варесе области Ломбардия.
Население составляет 2805 человек, плотность населения составляет 468 чел./км². Занимает площадь 6 км². Почтовый индекс — 21030. Телефонный код — 0332.
Покровителем коммуны почитается святой Иулий Ортский. Праздник ежегодно празднуется 29 января.